# Омар (Западна Вирџинија)
Омар (енгл. Omar) насељено је место без административног статуса у америчкој савезној држави Западна Вирџинија.

## Демографија
По попису из 2010. године број становника је 552.
| Група             | 2000.    | 2010.       |
| Белци             | 0 (0,0%) | 498 (90,2%) |
| Афроамериканци    | 0 (0,0%) | 41 (7,4%)   |
| Азијати           | 0 (0,0%) | 0 (0,0%)    |
| Хиспаноамериканци | 0 (0,0%) | 11 (2,0%)   |
| Укупно            | 0        | 552         |